# Deserto di Accona

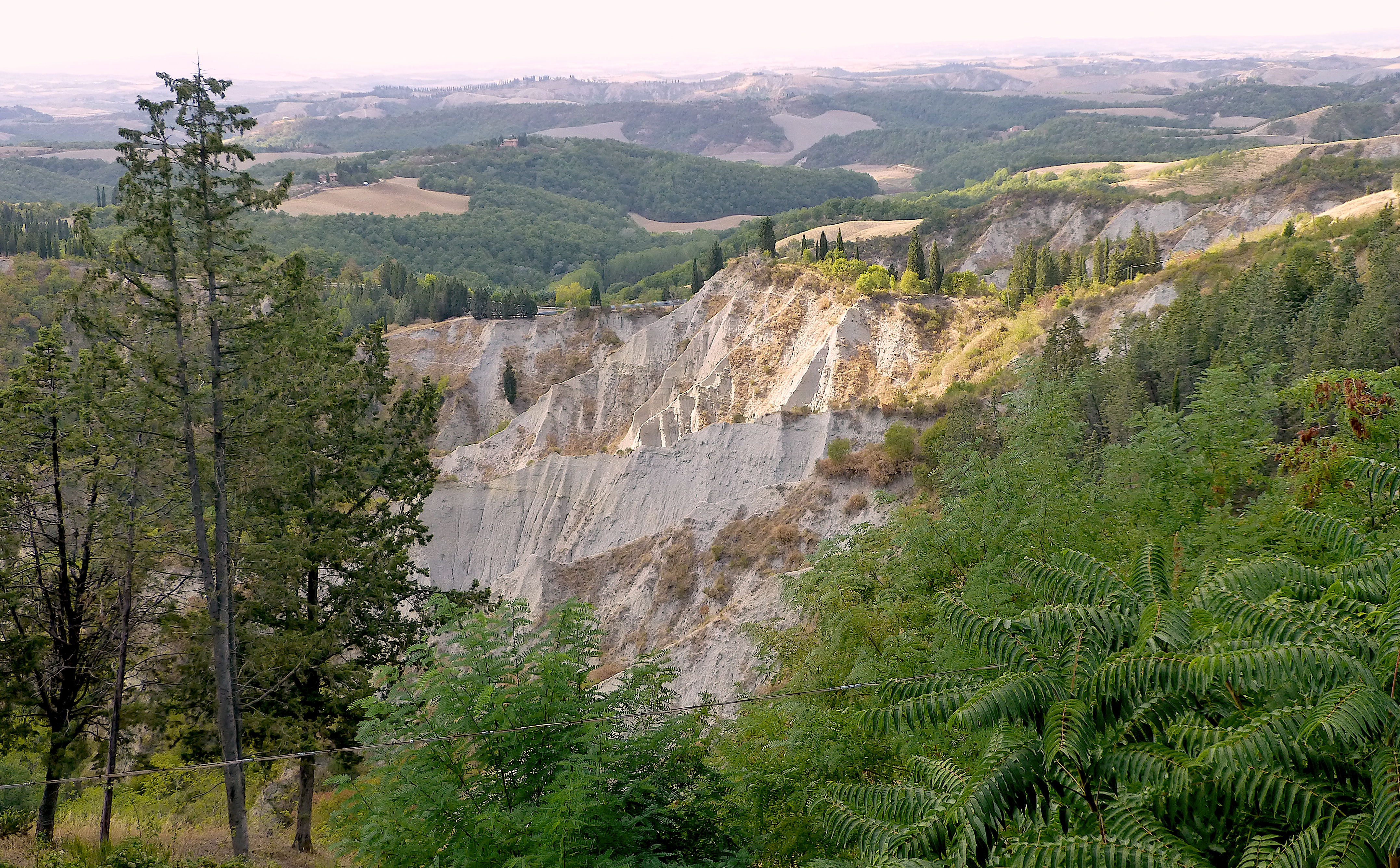
Veduta da Chiusure dei calanchi sopra l'abbazia di Monte Oliveto, cioè a ridosso di Accona

Il nome deserto di Accona si riferisce a una zona collinare nella provincia di Siena nel comune di Asciano 43°14′04.3″N 11°33′37.48″E spesso ampliata per includere l’area di Le Fiorentine - Leonina (43°17′32.95″N 11°26′54.07″E. Il termine deserto è inappropriato dal punto di vista fisico e climatico, piuttosto il clima è mediterraneo con un'estate calda e secca e quasi 800 mm/a di pioggia (Csa nella Classificazione dei climi di Köppen). Un vero deserto non è mai esistito qui, a meno che il termine "deserto" non fosse un modo per descrivere le aree gravemente erose, più propriamente chiamate "badlands" o “mauvaises terres” (terre cattive, non atte ad alcuna produzione, difficili da percorrere come diverse zone del Nord America furono definite dai primi esploratori europei) anche se temporanee. 

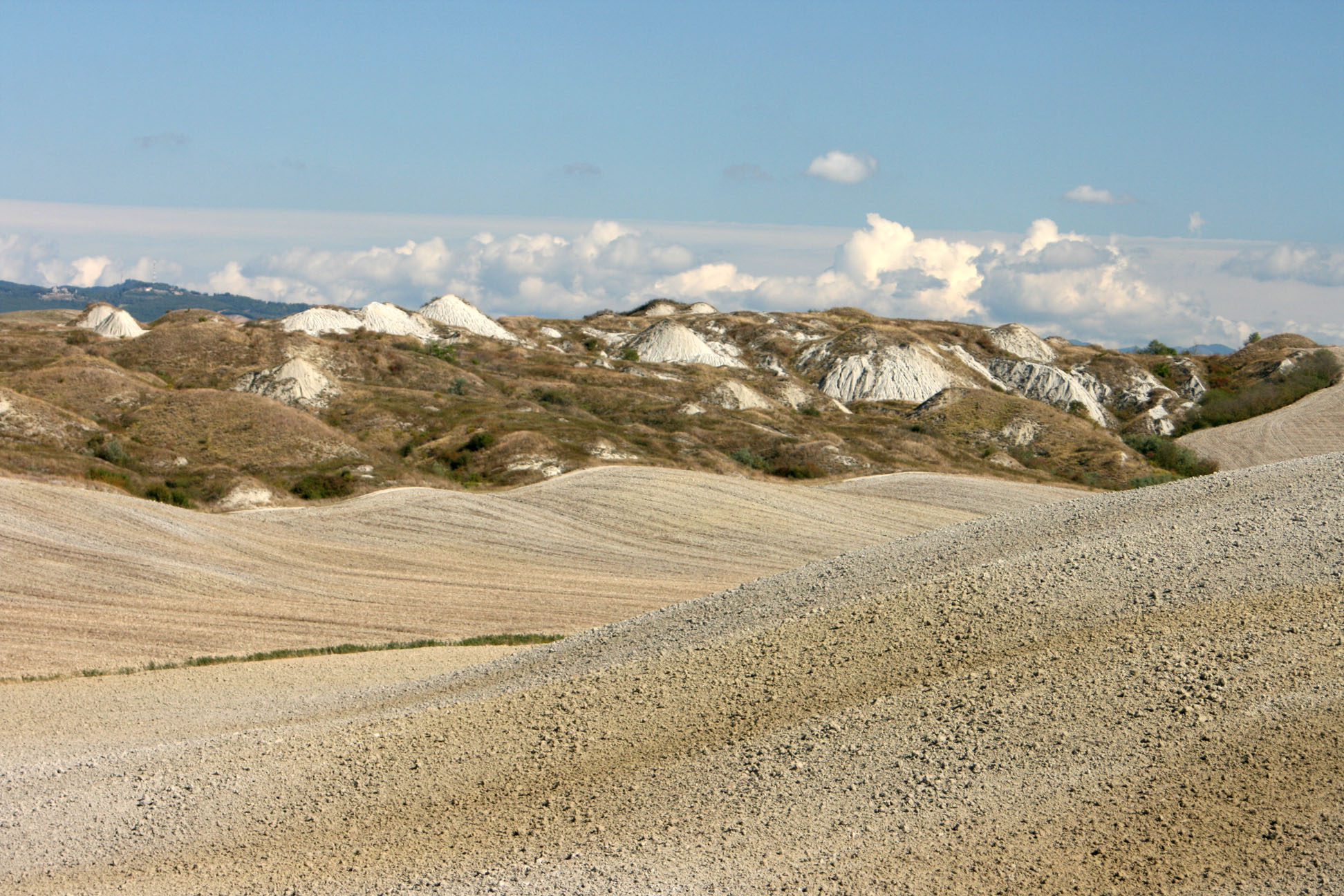
veduta del versante de Le Fiorentine, di fronte a Leonina nel settembre 2008

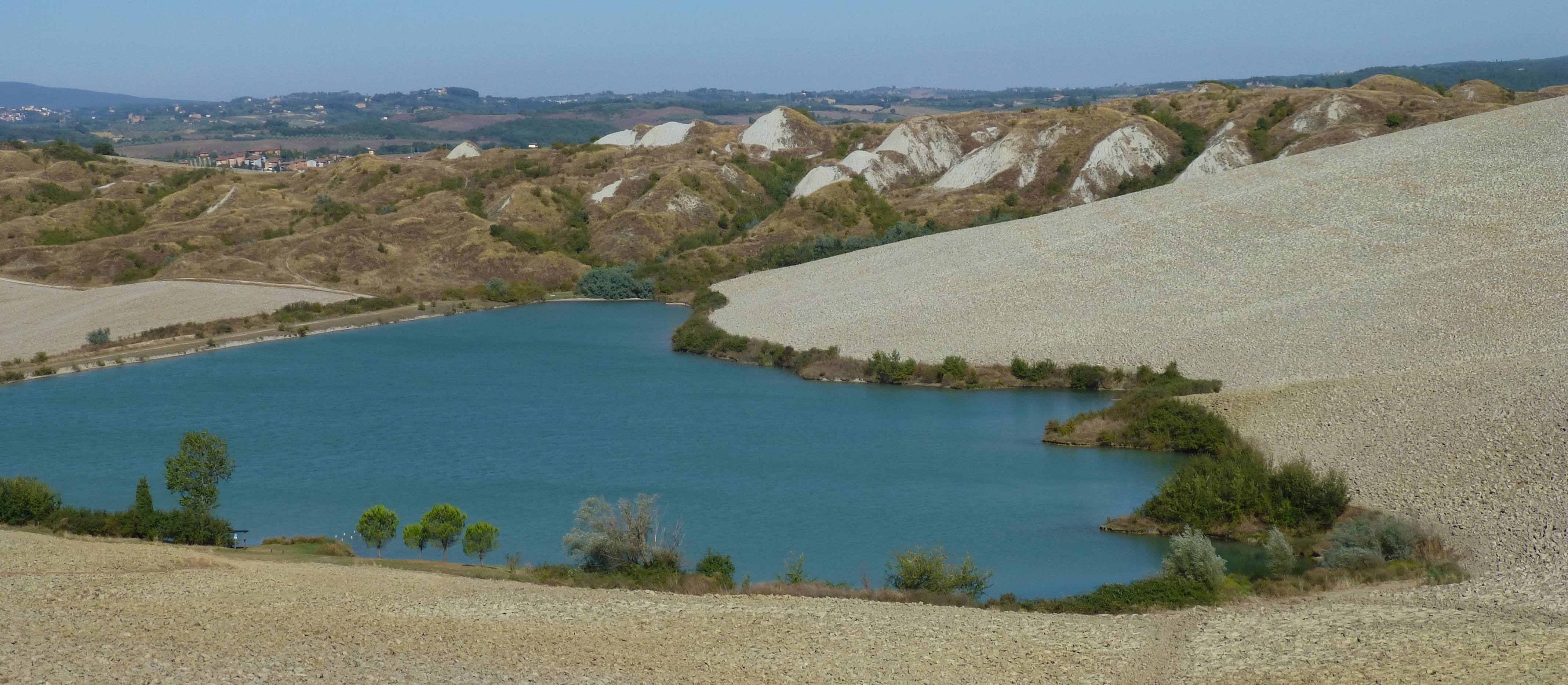
veduta del versante di Le Fiorentine dal bivio tra Leonina e Mucigliani, durante le campagne di studio 2014-27 - I versanti arati erano ricoperti di biancane ancora nel 1968-1969 in quanto come testimoniano scene del film di Monicelli "Brancaleone alle crociate"

Sono due i principali tipi di badlands che si trovano nell'area delle Crete Senesi (nonché della Val d'Orcia di Volterra in Toscana): i campi di biancane (dal colore chiaro dell'argilla e dell'efflorescenze saline) e le aree calanchive. Entrambe le tipologie sono collegate a processi di erosione idrica con scavo di fossi. Nelle biancane l'erosione superficiale si unisce principalmente con l'erosione sotterranea (tunnel) mentre nei calanchi dominano i movimenti di massa. Le biancane si trovano anche in Basilicata ed in Calabria mentre il paesaggio calanchi è comune lungo tutto l'Appennino e in molte parti delle Alpi. Sia i calanchi che le biancane venivano usati come pascolo, con bruciatura annuale della vegetazione per rimuovere i cespugli e favorire la copertura erbacea più appetibile per pecore, capre e bovini. Entrambe le pratiche sono state abbandonate negli anni passati per favorire misure volte a preservare la biodiversità e le geoforme nell'ambito del programma Natura 2000 dell'UE. Questo nuovo uso ha quasi fermato l'erosione in entrambi i tipi di badlands e la vegetazione ora copre la maggior parte dei pendii un tempo spogli. Poiché esiste una forte interrelazione tra biodiversità vegetale e processi di erosione/deposizione, anche la biodiversità è attualmente minacciata e si prevede che il paesaggio a biancana scomparirà completamente entro 20-40 anni con l'espansione vegetazione. I punti in cui è ancora possibile osservare le forme tradizionali sono dispersi nelle Crete Senesi e nella Valdorcia, inclusi nel quadrangolo dei vertici 43°16′10.58″N 11°15′59.3″E, 43°18′28.68″N 11°39′04.92″E, 42°43′32.58″N 11°42′22.98″E, 42°45′49.22″N 11°58′41.9″E. Leonina 43°17′27.11″N 11°26′40.01″E e Lucciola Bella 43°02′04.85″N 11°45′35.75″E sono due dei migliori siti per passeggiare tra le biancane, mentre Chiusure- Monte Oliveto Maggiore (cioè l'antica Accona; 43°10′40.21″N 11°33′07.85″E) e Radicofani 42°55′08.14″N 11°44′38.82″E ospitano i calanchi più interessanti.

## Storia
Le mappe archeologiche della provincia di Siena mostrano che tutta l'area delle Crete Senesi era abitata in epoca etrusca e romana poiché quasi ogni versante contiene resti di quel periodo. Le invasioni barbariche, la guerra greco-gotica e la peste di Giustiniano causarono un declino demografico che ridusse l'impatto antropico sull'ambiente e favorì il naturale rimboschimento dell'area.
Nel 714 d.C. Asciano era un Curtis Regia longobarda, quindi un villaggio con un territorio in cui l'agricoltura e l'allevamento convivevano con le riserve di caccia utilizzate dai signori longobardi. Nell'anno 998 l'imperatore Ottone III riconfermò l'area di Leonina come Curtis appartenente all'Abbazia di Farfa.  Altra documentazione, frammentaria, vede un villaggio stabile in Leonina nel 1200-1300. A seguito della peste bubbonica del 1348 (e ai suoi ritorni ad intervalli di circa 10 anni nel periodo successivo) la popolazione di Leonina dimezzò da circa 150-160 abitanti a scarsi 60-70. e non tornò mai ai livelli pre-pestilenza. Questo dinamica fu condivisa con Siena, Asciano e l'intero territorio della repubblica senese: la popolazione di Siena diminuì da circa 50.000 prima della morte nera a 14-16.000 nel 1400-1450 e tornò ai livelli pre-pestilenza solo alla fine del ventesimo secolo.
Asciano, con i suoi dintorni, rappresentò a lungo una delle principali città del territorio senese e contribuì in modo sostanziale all'economia della Repubblica, cosicché i suoi abitanti ottennero la cittadinanza senese nel 1369.
A pochi chilometri a sud di Asciano il borgo di Chiusure, cresciuto intorno alla settecentesca chiesa di Sant'Angelo in Luco, aveva un'economia basata principalmente sull'agricoltura e la zootecnia, nonostante il fatto che la collina su cui si trova il villaggio fosse già allora minacciato dall'avvicinarsi delle teste di grandi (e profondi) canaloni che si ritiravano verso monte. L'importanza di Chiusure è dovuta principalmente alla sua vicinanza ad Accona (meno di 1 km nel periodo 1300-1500, circa 2,5 km ora a causa dell'espansione dei canali del sistema di fossi e calanchi che hanno quasi totalmente separato le due località). I membri di tre importanti famiglie senesi (Tolomei, Patrizi e Piccolomini) fondarono nel 1313 quello che divenne l'abbazia di Monte Oliveto Maggiore  (1320-1344) nel sito del podere di Accona appartenente alla famiglia Tolomei. Papa Pio II (Enea Piccolomini) visitò l'abbazia durante il suo papato (1458-1464) descrivendo la zona come ricca di ulivi, alberi da frutto, mandorle, viti, frutteti, piccoli boschi di cipressi, querce e ginepri. Inoltre, aggiunge Pio II, qui c'era l'acqua: una fonte perenne, pozzi, vasche, cisterne.
Da questo momento fino al 1796 l'abbazia ha svolto un ruolo di leadership spirituale ed economica nell'area con le sue chiese, monasteri e fattorie. Durante la dominazione francese tutti i beni della Chiesa furono confiscati e venduti. Solo dopo la Restaurazione i Benedettini Olivetani recuperarono il Monastero e ripresero lentamente il loro ruolo di leader locali.

### Ambiente e influenze antropiche
Le Crete Senesi giacciono su depositi marini plio-pleistocenici, argillosi, sovra-consolidati e ricchi di sodio. Crepe profonde e strette (joint) tagliano i depositi per circa 10 m dalla superficie, favorendo infiltrazioni d'acqua localizzate e lo scavo di tunnel sotterranei. In condizioni naturali e non stressate, i suoli possono svilupparsi fino a 1,5 m di profondità, con la rimozione di sodio mediante l'azione di lisciviazione dell'acqua di infiltrazione. La situazione attuale è caratterizzata dalla presenza di suoli erosi o minimamente sviluppati soprattutto tra i calanchi e le biancane. Pascolo, anche brado, e intenso (calpestio, sovrappascolo) e attività antropiche (deforestazione, operazioni di lavorazione del terreno, esposizione del terreno nudo alle piogge in pendii spesso molto acclivi) favoriscono l'erosione superficiale del suolo, causando la generazione di rigagnoli e di fossi. Il tasso di erosione del suolo  varia da zero a 1–2 mm di terreno rimosso ogni anno. Se il ruscellamento si concentra re scava dei fossi, l'erosione media può raggiungere 2–4 mm in un singolo evento di pioggia come perdita media sopra l’intero campo. Il pascolo eccessivo facilita l'erosione incanalata, gli smottamenti del suolo e i movimenti di massa. Inoltre, la gestione dei coltivi richiede la lavorazione del terreno (aratura profonda, preparazione del letto di semina) e talvolta anche ampi movimenti di terra (nuovo vigneto, ecc.). Queste attività causano un movimento netto di suolo da monte verso valle, anche se il materiale rimane all’interno dell’unità coltivata. Il suolo nella parte più elevata del campo viene eroso con tassi annui compresi tra 1 e 4 cm. Riferendosi a tecniche di lavorazione medievali, il tasso di erosione può stimarsi intorno ai 2 cm/a. Considerando un'alternanza di anni con e senza aratura, e considerando un suolo profondo 1,5 m, in 300 anni si potrebbe esporre il sottosuolo, cioè il deposito marino ancora ricco di sodio e quindi molto più erodibile grazie alla capacità questo ione di disperdere l'argilla.
La prima metà del 1300 fu caratterizzata da disordini sociali dovuti al passaggio da una agricoltura condotta da contadini proprietari del terreno a una agricoltura condotta da salariati o mezzadri per grandi proprietà terriere. Sempre nel 1300, eserciti stranieri (ad es. Enrico VII, compagnie di ventura) che attraversavano il (o stazionavano nel) territorio senese interferirono negativamente sulle normali attività nelle campagne. Siena incoraggiò i lavori di bonifica come testimoniano diversi documenti dei primi del 1300  anche con modifiche dei corsi d'acqua. Per un qualche tempo, ogni anno veniva nominata una commissione per il controllo della bonifica dei terreni. Gli affreschi del Buongoverno (1340) di Lorenzetti mostrano probabilmente delle biancane mentre si ha notizia di frequenti, intense inondazioni e grandi carichi di sedimenti nella prima metà del 1300. È nel 1300 che una serie di siccità  portò a una carenza di cibo in Toscana e, più in generale in Italia, rendendo necessarie importazioni dall'estero. Ciò spinse Siena a investire parte della sua ricchezza nell’affrontare queste difficoltà sottraendo risorse da altre priorità come la prevenzione delle inondazioni.
Nella seconda metà del XIV secolo la brusca e grossa riduzione demografica dovuta alle pestilenze portò la popolazione agricola di piccoli proprietari e mezzadri a dover gestire forse più del doppio di bestiame e terra pro capite. Senza risorse per l'attività di manutenzione, l'unico uso per un campo gravemente eroso era il pascolo degli animali. Quindi, i campi erosi divennero ancora più erosi fino a essere irrecuperabili. La mancanza di personale persistette per circa due secoli durante i quali le aree erose si espansero raggiungendo il massimo nel diciannovesimo secolo.
Questo quadro è sostanzialmente confermato dai tassi di denudazione del suolo stimati usando l'erosione media nel bacino del fiume Ombrone che drena l'area e sui tassi di denudazione delle due più grandi biancane del sito di Leonina e del fosso che le separa.
La bonifica delle aree a biancana iniziò alla fine del XIX secolo e si concluse nella seconda metà del XX secolo, quando i bulldozer rimossero quasi tutte le biancane e alcuni dei calanchi più piccoli, aiutati dai sussidi allora disponibili nell'ambito delle PAC-UE. Quindi si può dire che il danno causato principalmente da un'epidemia (la peste bubbonica) fu infine risolto dalla PAC UE del 1960-2000.

### Il deserto di Accona
La storia naturale e sociale delle Crete Senese non lascia molto spazio, sia temporale che spaziale, ad un qualche deserto fisico. Ciononostante vi furono certamente vaste aree che progressivamente furono seriamente erose e con scarsa copertura vegetale. Il podere Accona quando Bernardo Tolomei vi si ritirò nel 1313 potrebbe essere stato in cattive condizioni e probabilmente senza alcun mezzadro. Quindi, con ogni probabilità termine deserto si riferì inizialmente all'assenza di agricoltori nella fattoria/podere e/o alla mancanza di una forte leadership spirituale, un ruolo che gli Olivetani ricoprono da allora. Più tardi, nel 1830-50 quando le aree erose erano al massimo della loro espansione, l'etichetta "Deserto dell'Accona" fu adottata da studiosi e dotti per trasmettere la sensazione di desolazione provata in mezzo a terreni ricoperti da biancane o incisi da calanchi.